# 바오루코주

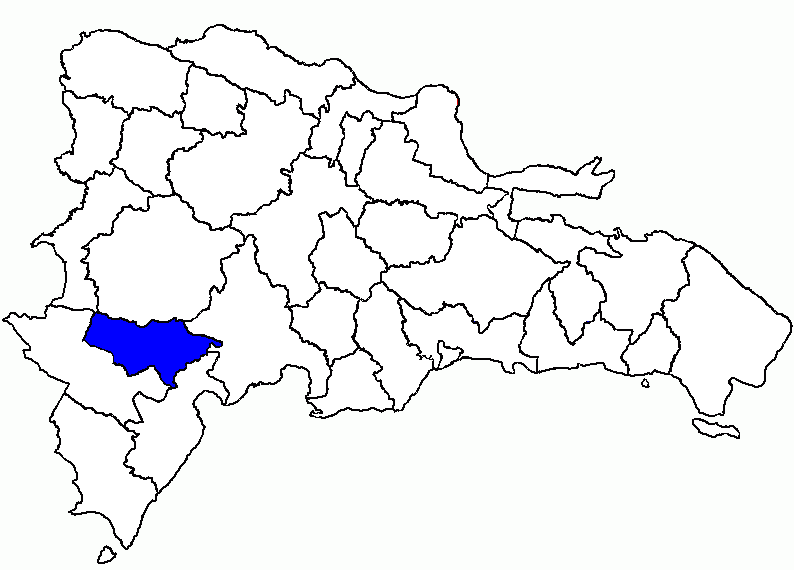
바오루코 주의 위치

바오루코주(스페인어: Baoruco)는 도미니카 공화국 남서부에 위치한 주로 주도는 네이바이며 면적은 1,282.23km2, 인구는 111,269명(2014년 기준)이다. 1943년 바라오나 주에서 분리되어 신설되었다.
북쪽으로는 산후안 주, 동쪽으로는 아수아 주, 남동쪽으로는 바라오나 주, 남쪽과 서쪽으로는 인데펜덴시아 주와 접한다. 5개 지방 자치체와 9개 지구를 관할한다.